# Plombagine
 (avril 2021).

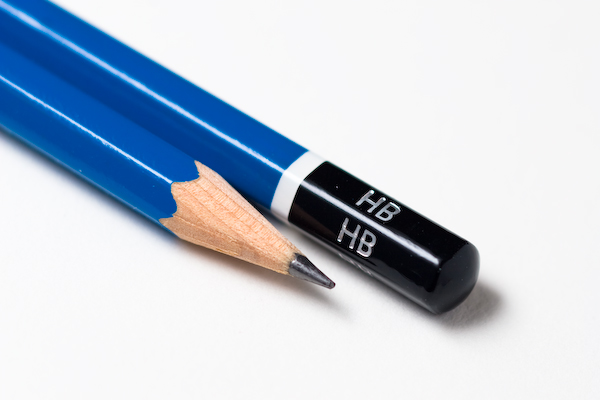
Crayons à mine en plombagine.

La plombagine est un minerai de graphite d'une très grande pureté exploité en Angleterre à Borrowdale, dans le comté de Cumberland, du XVIe siècle au XIXe siècle. La ressemblance avec le minerai de plomb lui a improprement donné son nom.

## Historique
C'est le chimiste suédois Carl Wilhelm Scheele qui découvre en 1779 que ce minerai ne contient pas de plomb, mais est une forme cristalline particulière du carbone. Le minéralogiste allemand Abraham Gottlob Werner lui donne le nom de « graphite », s'inspirant du grec graphein signifiant écrire.
La plombagine remplace progressivement la mine en plomb dans les crayons à partir du XVIe siècle. Le graphite pur étant très onéreux, de nombreux amalgames à base de graphite impur ont été créés sans égaler la plombagine. Le dessin à la plombagine devient courant au XVIIe siècle et XVIIIe siècle.
Joseph Hardtmuth invente en 1792 le crayon mine constitué de graphite amalgamé à de l'argile et fonde une fabrique à Vienne. Nicolas-Jacques Conté invente un même mélange en France en 1794, alors que la France révolutionnaire est soumise à un blocus économique.
Lorsque la mine de Borrowdale est venue à épuisement au milieu du XIXe siècle, la découverte, en 1847, d'une autre mine en Sibérie sur le mont Batougol, dans le massif des Saïans, à l'ouest d'Irkoutsk, par le Français Jean-Pierre Alibert a permis à l'industrie du crayon à papier de trouver une nouvelle source d'approvisionnement.